# 拉薩爾 (明尼蘇達州)
拉薩爾（英語：La Salle，/ləˈsæl/ lə-SAL）是一個位於美國明尼蘇達州沃通旺縣的城市。

## 歷史
拉薩爾於1899年設立，得名自來自法國的北美探險家勒內-羅貝爾·卡弗利耶·德·拉薩勒（René-Robert Cavelier, Sieur de La Salle）。拉薩爾的郵局自1900年營運至今。

## 人口
根據2020年美國人口普查的數據，拉薩爾的面積為0.22平方千米，皆為陸地。當地共有人口79人，而人口密度為每平方千米359人。